# HK21
Heckler & Koch HK21 — немецкий единый пулемёт производства Heckler & Koch, разработан в 1961 году на основе винтовки HK G3.

## Описание
Пулемёт может вести огонь одиночными выстрелами или непрерывными очередями (в поздних вариантах возможна стрельба очередями с отсечкой по 3 патрона). Стрельба ведётся с закрытого затвора. Ствол быстросъёмный, охлаждение воздушное. Питание ленточное, но приёмник ленты может быть заменён на адаптер, позволяющий использовать коробчатые или барабанные магазины от винтовки G3 или ручного пулемёта HK11.

## Варианты
- HK21: базовый вариант под патрон 7,62×51 мм НАТО. Имел возможность использования патронов 5,56×45 мм и 7,62×39 мм путём замены некоторых деталей, включая приёмник, ствол и затвор. Заменен на HK21A1.
  - HK21A1: улучшенный вариант HK21, выпущенный в середине 1970-х. Не имел возможность использовать другие калибры, а также не мог использовать магазинное питание из-за нового лентопротяжного механизма с откидной вниз крышкой.
  - HK21E: последний серийный вариант под патрон 7,62×51 мм НАТО, появился начале 1980-х. Отличался удлинёнными стволом и ствольной коробкой, длина отката подвижных частей автоматики была уменьшена, что повысило кучность огня[1]. Мог вести стрельбу очередями с отсечкой по 3 патрона[1].
- HK11: первый вариант под патрон 7,62×51 мм НАТО с магазинным питанием.
  - HK11A1: усовершенствованный вариант HK11.
  - HK11E: вариант пулемета HK21E с приёмником магазинов и укороченным на 90 мм стволом (с 540 мм до 450 мм).
- HK23: вариант НК21 под патрон 5,56×45 мм.
  - HK23A1: вариант HK23 с улучшенным механизмом подачи ленты.
  - HK23E: последний серийный вариант под патрон 5,56×45 мм, имеет удлинённую ствольную коробку и может вести огонь очередями с отсечкой по 3 патрона.
- HK13: ручной пулемёт под патрон 5,56×45 мм с магазинным питанием, базирующийся на автомате HK 33. Ствол несъёмный, сошки складные.
  - HK13E: вариант HK23E с магазинным питанием.
- HK73: экспериментальный вариант HK13E, адаптированный под использование специальных 150-патронных магазинов с беззвеньевым питанием.

## Страны-эксплуатанты
- Бангладеш: HK11A1 и HK21A1[2].
- Боливия[3]
- Бруней: HK21A1[2].
- Камерун: HK21[2].
- Колумбия: HK21E1[2].
- Германия[4]
- Греция: HK11A1[2]. Производится по лицензии[5][6].
- Иордания: HK21E[2].
- Катар: HK21[2].
- Кения: HK21A1[2].
- Малайзия: HK11A1 и HK21E[2].
- Мексика: HK21A1[7].
- Нигер: HK11 и HK21[2].
- Нигерия: HK21[2].
- ОАЭ: HK23E[2].
- Перу[8]
- Португалия: HK21[2]. Производится по лицензии[6].
- Сальвадор[2]
- Сенегал: HK21[2].
- Судан: HK21[2].
- США: использовался подразделением «Дельта» в операции «Орлиный коготь» в 1980 году[8]. В настоящее время используется подразделениями специального назначения и федеральными правоохранительными органами[8].
- Таиланд[8]
- Турция: HK23E используется жандармерией[9].
- Уганда[3]
- Финляндия[8]
- Швеция[3]
- Шри-Ланка: HK11 и HK21[2].
- Эквадор[8]